# 안동 봉정사 고금당
안동 봉정사 고금당(安東 鳳停寺 古金堂)은 경상북도 안동시, 봉정사에 있는 조선시대의 건축물이다. 1967년 6월 23일 대한민국의 보물 제449호로 지정되었다.
이 건물은 정면 3칸, 측면 2칸의 맞배지붕으로 원래 선방이었으나, 지금은 요사채로 사용하고 있다. 1969년 해체 복원 당시 발견된 상량문에 의하면 1616년에 고쳐 지은 사실이 있으나 처음 건립한 연대는 확실하지 않다. 당초 남쪽에는 우화루가 있어서 남쪽 지붕이 이 건물과 연결되고 그 아래쪽을 부엌으로 사용하였는데, 1969년 고금당과 화엄강당을 해체하면서 철거하였다.

## 개요
천등산 기슭에 있는 봉정사는 신문왕 2년(682) 의상대사가 지었다고 한다. 부석사를 세운 의상대사가 부석사에서 종이로 만든 봉황새를 날려 보냈는데, 그 새가 내려앉은 자리에 절을 짓고 봉정사라 이름지었다는 전설이 전한다.
이 건물은 극락전 앞에 동향(東向)으로 서 있으며 원래 불상을 모시는 부속 건물이었을 것으로 생각되지만 지금은 승려가 기거하는 방으로 사용하고 있다. 1969년 해체·복원공사 당시 발견한 기록에 광해군 8년(1616)에 고쳐 지은 것을 알 수 있을 뿐 확실하게 언제 세웠는지 알 수 없다.
앞면 3칸·옆면 2칸 규모이며, 지붕은 옆면에서 볼 때 사람 인(人)자 모양을 한 맞배지붕이다. 복원 전에는 북쪽 지붕 모양도 달랐고 방 앞쪽에 쪽마루가 있었으며 칸마다 외짝문이 달려 있었다. 그러나 지금은 앞면 3칸에 2짝 여닫이문을 달았고 옆면과 뒷면은 벽으로 막아 놓았다. 지붕 처마를 받치기 위해 장식하여 짜은 구조가 기둥 위에만 있는 주심포 양식이다.
비록 건물은 작지만 다양한 건축기법을 사용하여 구조가 꼼꼼히 짜인 건축물로 주목 받고 있는 문화재이다.

## 같이 보기
- 봉정사

## 참고 자료
- 안동 봉정사 고금당 - 국가유산청 국가유산포털